# 西岱岛

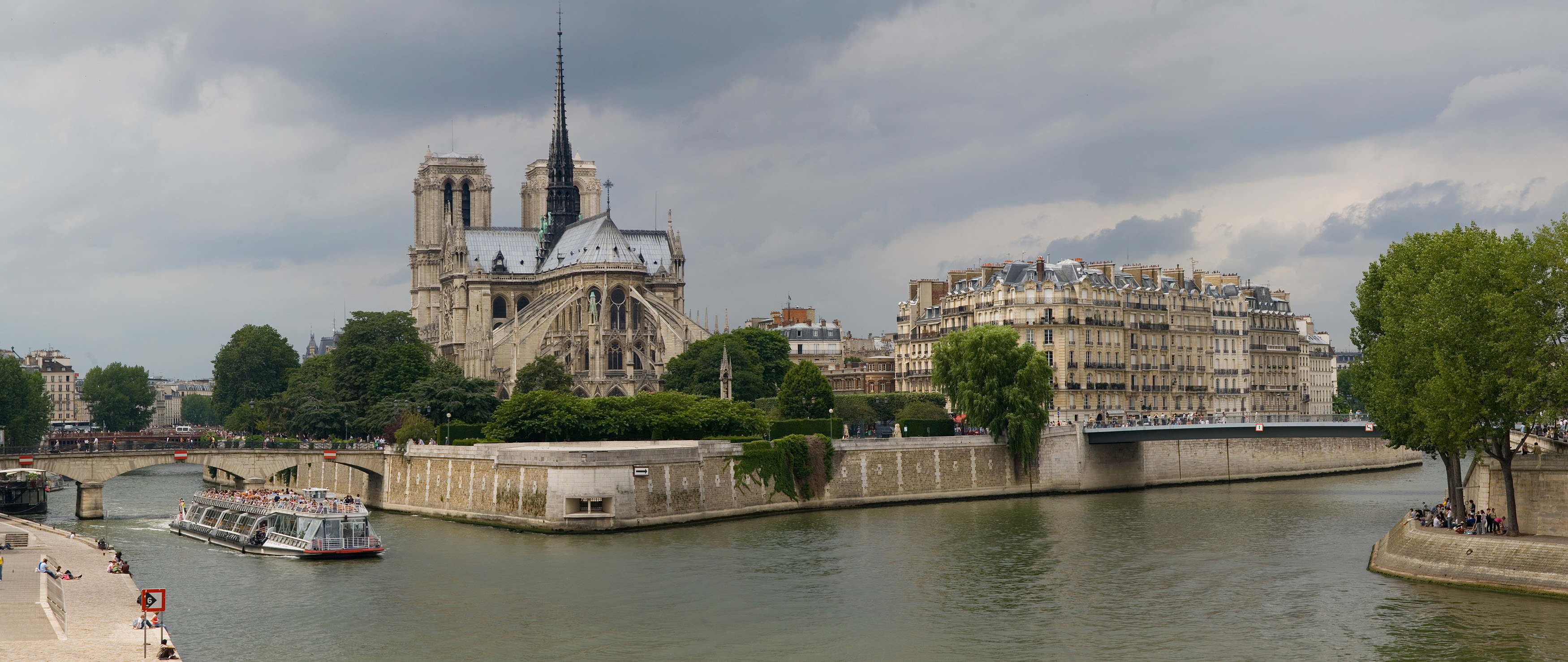
西岱岛上的巴黎圣母院

48°51′17″N 2°20′51″E / 48.85472°N 2.34750°E
西岱岛（法語：Île de la Cité，直译：「城島」，發音：[il d(ə) la site]）有时也译称斯德岛，是位于法国巴黎市中心塞纳河中的两座岛屿之一（另一座为圣路易岛），也是巴黎城区的发源地，著名的巴黎圣母院和圣礼拜堂都位于该岛。西岱島的西端為一座墨洛溫王朝的宮殿，它的東端從墨洛溫王朝之後就被作為宗教場所，尤其是在巴黎聖母院建立之後。
直到1850年代，西岱島大部分還是住宅區與商業區，不過現在被司法大廈、醫院與巴黎警察總局所取代，現在只有島的西邊與北邊一小部分的區域為住宅區，而住宅區也保留了16世紀修士的住所。